# Kaj Leo Johannesen
Kaj Leo Holm Johannesen, född 28 augusti 1964 i Torshamn, är en färöisk politiker (Sambandsflokkurin). Han har yrkesbakgrund inom näringslivet, och var statsminister på Färöarna mellan 2008 och 2015. Johannesen är världens första landslagsspelare i fotboll som blivit regeringschef. Johannesen var partiledare i Sambandsflokkurin från 2004 till 2015 och är invald i det färöiska lagtinget sedan 2002.

## Familjebakgrund och yrkesliv
Kaj Leo Johannesen är son till Leo Hans Johannesen (avliden 1991), och Karin Holm, båda ursprungligen från Mykines, även om han själv bott hela livet i den färöiska huvudstaden Torshamn. Han är gift och har barn. Efter folkskolan började han arbeta till sjöss. Han är utbildad skeppare från Føroya Sjómansskúli sedan 1986. Året efter anställdes han på A.P. Møller-Mærsk A/S. Han arbetade också som bilförsäljare innan han började i fiskeindustrin. Johannesen var anställd inom säljsamverkan Faroe Seafood 1989-1995, säljchef i förädlingsföretaget Kósin 1995-1997 samt delägare och säljare i exportföretaget Farex 1997-2008.

## Fotbollsspelare
Johannesen har varit aktiv inom idrotten sedan låg ålder, i huvudsak som fotbollsmålvakt. Han var målvakt i Havnar Bóltfelags A-lag 1984-2002. Med mer än 300 spelade matcher innehar han fortfarande rekordet inom klubben. Med klubben blev Johannesen dessutom färöisk mästare år 1988, 1990 samt 1998.
Han var med i Färöarnas herrlandslag 1988-1994, och spelade fyra landskamper för A-laget 1991-1992, däribland kvalmatcher för EM 1992 samt VM 1994. Han har dessutom varit reservmålvakt i flera landskamper, även i den berömda EM-kvalmatchen i Landskrona, där Färöarna slog Österrike med 1-0.

## Politiskt arbete

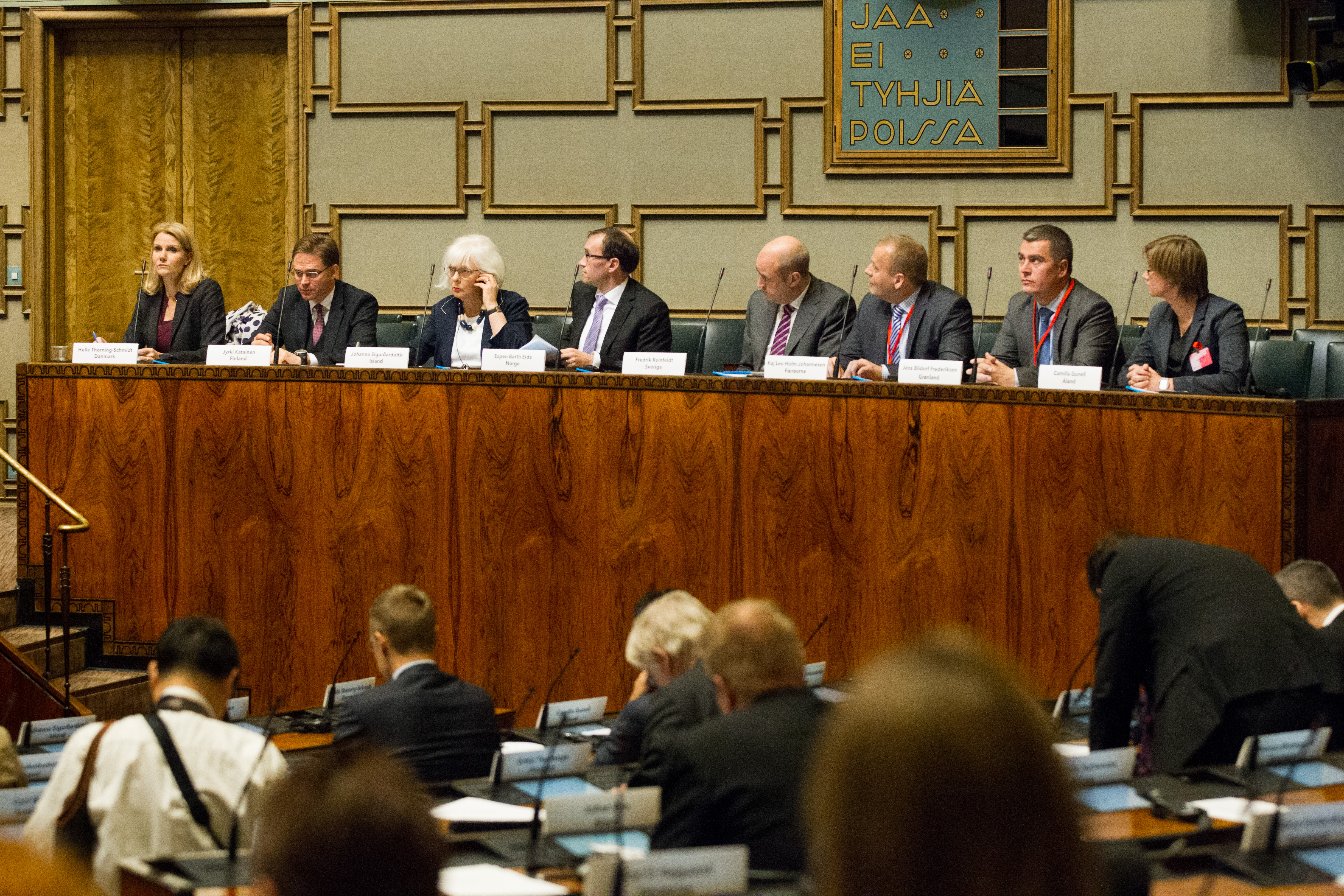
Nordiska rådets sammanträde i Helsingfors.

Johannesen anmälde sig till Sambandsflokkurin 1988. Innan lagtingsvalet 1990 representerade han partiet i Sjónvarp Føroyas valprogram tillsammans med Abraham Hansen, som också var landslagsspelare under denna tid. Johannesen ställde för första gången upp i ett lagtingsval för partiet 1994, och medverkade i Lagtinget som reserv under samma år. Han var medlem i kommunalrådet 1997-2000.
Han valdes in i Lagtinget 2002 från Suðurstreymoy och har sedan dess återvalts. Den 21 mars 2004 blev han ny partiordförande för Sambandsflokkurin efter Lisbeth L. Petersen. Under perioden 2002-2004 var Johannesen viceordförande i Lagtingets kontrollkommitté samt medlem av Lagtingets näringskommitté. Han var ordförande i Lagtingets utrikeskommitté och medlem av Lagtingets finanskommitté 2004-2008.
Kaj Leo Johannesen var statsminister på Färöarna från september 2008 till september 2015. Hans första regering var en storkoalition med Sambandsflokkurin, Javnaðarflokkurin och Fólkaflokkurin. Dessa partier hade också samarbetat under Jóannes Eidesgaards tidigare regeringar, en statsminister som utsågs till finansminister. Denna gång lade Sambandsflokkurin stor press på de andra partierna för att få statsministerposten. Regeringen övertog efter en separatistisk center-vänsterregering som Tjóðveldi hade funnit sitt parlamentariska stöd i. Storkoalitionen hade dock skild syn på förhållandet till Danmark vilket gjorde att den från början hade svårt att samarbeta. Oenighet om statsbudget gjorde att Fólkaflokkurin drog sig ur regeringen i april 2011.
Efter Lagtingsvalet 2011 bildade Sambandsflokkurin, Sjálvstýrisflokkurin och Miðflokkurin en borgerlig regering med Johannesen som statsminister. Avhållsamhet till självstyresfrågan gjorde att Framsókn avböjde att träda in i regeringen. Kaj Leo Johannesens andra regering var den första rena borgerliga regering på öarna sedan 1985. I september 2013 drog Sjálvstýrisflokkurin tillbaka sitt parlamentariska stöd, en orsak som ligger grundad till finansieringen av flera tunnelprojekt på öarna. En regeringskris löstes genom att den tidigare Framsókn-politikern Janus Rein gick över till Fólkaflokkurin i Lagtinget.
Johannesen ligger stort politiskt arbete på att stärka Färöarnas band till utlandet, och önskar ett betydligt tätare förhållande till EU. Som unionist är han emellertid emot full självständighet för Färöarna från Danmark, och beskriver Rigsfællesskabet som en "rymlig gemenskap". Johannesen är också emot att avveckla Danmarks ekonomiska stöd till Färöarna.

## Utmärkelser
Johannesen har varit riddare av Dannebrogorden sedan juni 2010.